# Maler von Berlin 2457
Der Maler von Berlin 2457 (tätig um 430 – 420 v. Chr.) war ein griechischer Vasenmaler des rotfigurigen Stils. Ihm werden zwei weißgrundige Lekythen mit Darstellungen einer Grabszene in der Berliner Antikensammlung zugewiesen:
Die namensgebende Lekythos F 2457 sowie die Lekythos F 2458. Ein weiterer, ebenfalls in Berlin befindlicher Lekythos, F 2465, ebenfalls mit einer Grabszene, steht ihm stilistisch sehr nahe, wurde aber mit Sicherheit von einem Nachahmer bemalt. Der Maler von Berlin 2457 war vermutlich im Umkreis des Frauen-Malers tätig, dessen Ornamente sehr ähnlich sind; in seiner Farbgebung und den Emotionen der Figuren reicht der Maler von Berlin 2457 aber nicht an diesen heran.